# Jesper Hellström
Jesper Hellström (27 luglio 1995) è un triplista svedese.

## Palmarès
| Anno | Manifestazione | Sede      | Evento         | Risultato | Prestazione | Note                                     |
| ---- | -------------- | --------- | -------------- | --------- | ----------- | ---------------------------------------- |
| 2017 | Europei U23    | Bydgoszcz | Salto in lungo | 9º        | 7,49 m      |                                          |
| 2021 | Europei indoor | Toruń     | Salto triplo   | 6º        | 16,45 m     |                                          |
| 2022 | Europei        | Monaco    | Salto triplo   | 10º       | 16,23 m     | Miglior prestazione personale stagionale |
| 2023 | Europei indoor | Istanbul  | Salto triplo   | 13ª (q)   | 15,95 m     |                                          |